# Lenkupie
Lenkupie [pronunciación en polaco: /lɛnˈkupjɛ/] (en alemán: Lengkupchen) es un pueblo en el distrito administrativo de Gmina Dubeninki, dentro del Distrito de Irłdap, Voivodato de Varmia y Masuria, en el norte de Polonia, cercano a la frontera con el Óblast de Kaliningrado en Rusia. Se encuentra aproximadamente 14 kilómetros al noreste de Dubeninki, 28 kilómetros al este de Irłdap, y 159 kilómetros al noreste de la capital regional, Olsztyn.
Hasta 1945, el área era parte de Alemania (Prusia Oriental).
El pueblo tiene una población de 90 habitantes.